# Ernst Simmel
Pour les articles homonymes, voir Simmel.
Ernst Simmel, né le 4 avril 1882 à Breslau, mort le 11 novembre 1947 à Los Angeles, est un neurologue et psychanalyste américain d'origine allemande.

## Biographie
Il naît à Breslau, ville alors allemande située dans l’actuelle Pologne dans une famille juive. Son père est banquier et sa mère dirige une agence d’employés de maison. Il fit ses études de psychiatrie à Berlin et Rostock et consacra sa thèse à l’étiologie de la  démence précoce. Il se marie en 1910 avec Alice Seckelson et ils ont deux enfants.
Il est cofondateur du groupe des médecins sociaux-démocrates en 1913, et préside de 1924 à 1933 l'association des médecins socialistes. 

Il est médecin militaire durant la Première Guerre mondiale. À partir de son expérience, il communique ses vues dans plusieurs conférences. L’une d’entre elles intitulée « Pathologie de l’hystérie de guerre » est résumée dans une revue médicale (Tréhel, G., 2020). A côté de ces communications, il rédige par ailleurs une brochure sur les névroses de guerre. Le 20 février 1918, Sigmund Freud lui écrit : « Très cher collègue. Peu de communications de débutants en psychanalyse qui me sont personnellement inconnus m’ont procuré autant de plaisirs que votre article Névroses de guerre et trauma psychique. » En Allemagne, à la guerre succède le chaos de la révolution. Simmel s'intéresse à ces mouvements de masses composées en partie par des soldats désœuvrés. Simmel rédige un texte remarqué si bien que le ministère envisage de créer une chaire de psychanalyse à l’Université (Tréhel, G., 2016). Trois médecins psychanalystes Ernst Simmel rédige « Psychanalyse des masses », Paul Federn « Vers la psychologie de la Révolution : la société sans père », Freud « Psychologie des masses et analyse du moi » écrivent sur le contexte d'après guerre et les phénomènes en jeu entre 1919 et 1921, ces travaux présentent des points de jonction (Tréhel, G., 2017). Fin 1919, Simmel fait une communication devant les professionnels de caisses d’assurance maladie pour les sensibiliser aux pathologies des névroses dues à la guerre, les conséquences peuvent en être lourdes et aller jusqu’à invalider les capacités de travail de ces hommes (Tréhel, G., 2018).Simmel est analysé par Karl Abraham en 1919, puis fonde avec celui-ci et Max Eitingon, l'Institut psychanalytique de Berlin.
Il préside la Société allemande de psychanalyse de 1926 à 1930 et fonde, en 1927, la clinique psychanalytique du Schloss Tegel, à Berlin, dont il devient le médecin-chef.
Cette clinique est le premier établissement résidentiel utilisant la méthode psychanalytique. 
Il se remarie en 1929 avec Hertha Brüggemann, puis s'exile aux États-Unis en 1934, confronté à la montée du nazisme, triplement menacé, en tant que psychanalyste, en tant que juif et en tant que socialiste. Il travaille quelque temps à la clinique Menninger de Topeka (Kansas), puis s'installe à Los Angeles et devient actif dans le mouvement psychanalytique américain, cofondateur des sociétés psychanalytiques de Los Angeles et San Francisco, dont il devient le premier président. 
Il est connu pour ses travaux cliniques et théoriques sur les névroses traumatiques. C’est aussi lui qui a été l’un des premiers à introduire la psychanalyse à l’hôpital.